# 内卡盖拉赫
内卡盖拉赫是德国巴登-符腾堡州的一个市镇。总面积15.31平方公里，总人口2322人，其中男性1129人，女性1193人（2011年12月31日），人口密度152人/平方公里。